# Симеоне, Лоуренс
Лоуренс Л. Симеоне (англ. Lawrence L. Simeone; 30 апреля 1953 — 3 февраля 2002) — американский кинорежиссёр, сценарист и продюсер.

## Фильмография
| Год  |   | Русское название                           | Оригинальное название        | Роль     |
| ---- | - | ------------------------------------------ | ---------------------------- | -------- |
| 1991 | ф | Подозреваемый                              | Presumed Guilty              | режиссёр |
| 1991 | ф | Мертвый полицейский                        | Cop-Out                      | режиссёр |
| 1992 | ф | Глазами наблюдателя                        | Eyes of the Beholder         | режиссёр |
| 1997 | с | Могучие рейнджеры турбо                    | Power Rangers Turbo          | режиссёр |
| 1994 | ф | Убийство вслепую, или В плену у наваждения | Blindfold: Acts of Obsession | режиссёр |
| 1999 | ф | Криминальный талант                        | The Gifted                   | режиссёр |
| 2000 | ф |                                            | Go Fish                      | режиссёр |